# Don Bosco (film 1988)
Don Bosco è un film del 1988 diretto da Leandro Castellani.

## Trama
Nel profondo della sua memoria, l'anziano don Bosco ritorna con nostalgia ai giorni spensierati della sua infanzia, quando camminava con lo sguardo fisso al cielo sopra una fune, divertendo i suoi compagni con gesti di equilibrio e fiducia nel Signore. Questi ricordi si intrecciano con le molteplici vicissitudini che ha affrontato lungo il cammino verso la realizzazione del suo più ardente desiderio: dedicarsi interamente ai giovani. Don Bosco si ritrova a raccogliere per le strade di Torino i giovani abbandonati, i vagabondi, i ladruncoli e gli emarginati, con un amore e una dedizione che li conquistano immediatamente, trasformandolo nel loro beniamino.
L'idea di fondare un luogo sicuro e accogliente per questi giovani si concretizza quando trova un terreno in campagna da trasformare in oratorio. Con l'aiuto di don Giovanni Borel e altri sacerdoti, don Bosco inizia a gettare le basi di quella che presto diventerà la comunità dei salesiani, un luogo dove i giovani trovano amore, educazione e speranza. Nonostante le buone intenzioni, don Bosco deve costantemente affrontare ostacoli, sia politici che da parte di insurrezionisti che tentano più volte di attentare alla sua vita. Tuttavia, con la sua fede incrollabile e la protezione divina che sente vicina, don Bosco riesce sempre a superare le avversità.
Raggiunta una notevole crescita nella sua opera, don Bosco si rivolge con fiducia a papa Pio IX e successivamente a papa Leone XIII, cercando sostegno e approvazione per la sua missione educativa e caritativa. La comunità salesiana continua a prosperare, accogliendo sempre più giovani desiderosi di una guida amorevole e di un futuro migliore.
Nel momento finale della sua vita, don Bosco offre una preghiera di ringraziamento alla Madonna, che ha sempre considerato la guida e l'ispiratrice della sua missione. Poi, con serenità e fiducia nel suo cuore, si lascia andare alla morte, lasciando dietro di sé un'eredità di amore, speranza e dedizione che continuerà a vivere nei cuori di coloro che ha toccato con la sua straordinaria vita.

### Riprese
Fra le varie location si possono ricordare:
- Torino: davanti a Palazzo Graneri della Roccia, piazza Maria Ausiliatrice e piazza Cavour;
- Campagnino di Carignano: al Santuario della Beata Vergine della Neve;
- Stupinigi di Nichelino: alla Parrocchia della Visitazione della Beata Vergine Maria;
- la vecchia Stazione di Venaria Reale;
- Roma: al Castello della Cecchignola;
- Rocca di Papa: al Convento di Palazzolo;
- Caprarola: presso Palazzo Farnese e la Palazzina del Piacere.